# ФК Вест Бромич албион
Фудбалски клуб Вест Бромич албион (енгл. West Bromwich Albion Football Club), познат и скраћено као Вест Бром, јесте енглески професионални фудбалски клуб из Вест Бромичa, Западни Мидландс. Клуб се тренутно такмичи у Чемпионшипу, другом рангу енглеског фудбала. Основан је 1878. године, а своје домаће утакмице од 1900. играју на стадиону Хоторнс.
Албион је 1888. био један од 12 чланова оснивача Фудбалске лиге Енглеске, прве професионалне фудбалске лиге на свету, и већину свог постојања провео је у највишем рангу енглеског фудбала. Једном је био првак Енглеске, у сезони 1919/20, док је два пута био другопласирани. Играо је у укупно 10 финала ФА купа, освајајући га пет пута. Освојио је Лига куп 1966, у свом првом финалу. Најдужи континуирани период проведен у највишем рангу је 24 године, између 1949. и 1973. године.

## Успеси
Прва дивизија (тренутно Премијер лига) (1)
- Првак: 1919/20.
- Вицепрвак: 1924/25, 1953/54.

Друга дивизија (тренутно Чемпионшип) (3)
- Првак: 1901/02, 1910/11, 2007/08.
- Вицепрвак: 1930/31, 1948/49, 2001/02, 2003/04, 2009/10, 2019/20.

Трећа дивизија (тренутно Прва фудбалска лига) (1)
- Победници плеј-офа: 1992/93.

ФА куп (5)
- Освајачи: 1888, 1892, 1931, 1954, 1968.
- Финалисти: 1886, 1887, 1895, 1912, 1935.

Лига куп Енглеске (1)
- Освајачи: 1966.
- Финалисти: 1967, 1970.

ФА Черити шилд (2)
- Освајачи: 1920, 1954. (делио)
- Финалисти: 1931, 1968.

ФА куп за младе (1)
- Освајачи: 1976.
- Финалисти: 1955, 1969.

## Вест Бромич албион у европским такмичењима
| Сезона   | Такмичење             | Коло         | Противник          | Резултат            |
| -------- | --------------------- | ------------ | ------------------ | ------------------- |
| 1966/67. | Куп сајамских градова | Прво коло    | ДОС Утрехт         | 1:1 (Г), 5:2 (Д)    |
| 1966/67. | Куп сајамских градова | Друго коло   | Болоња             | 0:3 (Г), 1:3 (Д)    |
| 1968/69. | Куп победника купова  | Прво коло    | Клуб Бриж          | 1:3 (Г), 2:0 (Д) гг |
| 1968/69. | Куп победника купова  | Друго коло   | Динамо Букурешт    | 1:1 (Г), 4:0 (Д)    |
| 1968/69. | Куп победника купова  | Четвртфинале | Данфермлин Атлетик | 0:0 (Г), 0:1 (Д)    |
| 1978/79. | Куп УЕФА              | Прво коло    | Галатасарај        | 1:3 (Г), 3:1 (Д)    |
| 1978/79. | Куп УЕФА              | Друго коло   | Брага              | 0:2 (Г), 1:0 (Д)    |
| 1978/79. | Куп УЕФА              | Треће коло   | Валенсија          | 1:1 (Г), 2:0 (Д)    |
| 1978/79. | Куп УЕФА              | Четвртфинале | Црвена звезда      | 1:0 (Г), 1:1 (Д)    |
| 1979/80. | Куп УЕФА              | Прво коло    | Карл Цајс Јена     | 0:2 (Г), 1:2 (Д)    |
| 1981/82. | Куп УЕФА              | Прво коло    | Грасхопер          | 0:1 (Г), 1:3 (Д)    |

гг  Победио правилом гола у гостима; Д = Домаћин; Г = Гост

## Стадион
Вест Бромич је у првих двадесетак година након оснивања променио неколико домаћих терена. Први терен је био Cooper's Hill, потом је прешао на Bunn's Field, док је треће игралиште клуба било Dartmouth Park. Од 1885. до 1900. играо на Stoney Lane, који је имао капацитет од око 20 хиљада.
Од 1900. дом Вест Бромича је стадион Хоторнс, који је отворен 3. септембра 1900. утакмицом између Вест Бромича и Дарби Каунтија. Раније је стадион имао капацитет за око 60 хиљада гледалаца, али након што су 1990-их постављене столице капацитет је смањен на тренутних 26.688 седећих места.